# العلاقات البوسنية الميكرونيسية
العلاقات البوسنية الميكرونيسية هي العلاقات الثنائية التي تجمع بين البوسنة والهرسك وولايات ميكرونيسيا المتحدة.

## مقارنة بين البلدين
هذه مقارنة عامة ومرجعية للدولتين:
| وجه المقارنة                                              | البوسنة والهرسك                                             | ولايات ميكرونيسيا المتحدة |
| --------------------------------------------------------- | ----------------------------------------------------------- | ------------------------- |
| المساحة (كم2)                                             | 51.20 ألف                                                   | 702                       |
| عدد السكان (نسمة)                                         | 3.51 مليون                                                  | 105.54 ألف                |
| الكثافة السكانية (ن./كم²)                                 | 68.55                                                       | 15.03 ألف                 |
| العاصمة                                                   | سراييفو                                                     | باليكير                   |
| اللغة الرسمية                                             | اللغة البوسنوية، اللغة الكرواتية، اللغة الصربية             | لغة إنجليزية              |
| العملة                                                    | مارك بوسني                                                  | دولار أمريكي              |
| الناتج المحلي الإجمالي (بليون دولار)                      | 18.17 مليار                                                 | 336.43 مليون              |
| الناتج المحلي الإجمالي (تعادل القوة الشرائية) بليون دولار | 41.35 مليار                                                 | 365.27 مليون              |
| الناتج المحلي الإجمالي الاسمي للفرد دولار أمريكي          | 4.25 ألف                                                    | 3.02 ألف                  |
| الناتج المحلي الإجمالي للفرد دولار أمريكي                 | 10.43 ألف                                                   |                           |
| مؤشر التنمية البشرية                                      | 0.733                                                       | 0.640                     |
| رمز المكالمات الدولي                                      | +387                                                        | +691                      |
| رمز الإنترنت                                              | .ba                                                         | .fm                       |
| المنطقة الزمنية                                           | توقيت وسط أوروبا، ت ع م+01:00، ت ع م+02:00، أوروبا/سراييفو ‏ |                           |

## منظمات دولية مشتركة
يشترك البلدان في عضوية مجموعة من المنظمات الدولية، منها:
| علم المنظمة | اسم المنظمة                               | تاريخ انضمام البوسنة والهرسك | تاريخ انضمام ولايات ميكرونيسيا المتحدة |
| ----------- | ----------------------------------------- | ---------------------------- | -------------------------------------- |
|             | مؤسسة التنمية الدولية                     | 25 فبراير 1993               | 24 يونيو 1993                          |
|             | يونسكو                                    | 2 يونيو 1993                 | 19 أكتوبر 1999                         |
|             | وكالة ضمان الاستثمار متعدد الأطراف        | 19 مارس 1993                 | 11 أغسطس 1993                          |
|             | الأمم المتحدة                             | 22 مايو 1992                 | 17 سبتمبر 1991                         |
|             | البنك الدولي للإنشاء والتعمير             | 25 فبراير 1993               | 24 يونيو 1993                          |
|             | الاتحاد الدولي للاتصالات                  | 20 أكتوبر 1992               | 18 مارس 1993                           |
|             | منظمة حظر الأسلحة الكيميائية              | ?                            | ?                                      |
|             | مؤسسة التمويل الدولية                     | 25 فبراير 1993               | 24 يونيو 1993                          |
|             | المركز الدولي لتسوية المنازعات الاستشارية | 13 يونيو 1997                | 24 يوليو 1993                          |

## وصلات خارجية
- موقع وزارة الخارجية البوسنية